# Skyy Moore
Skyy Moore (New Kensington, Pensilvania, 10 de septiembre de 2000) es un jugador profesional estadounidense de fútbol americano, se desempeña en la posición de wide receiver en Kansas City Chiefs, en la National Football League (NFL).

## Carrera
Fue seleccionado en la Reunión Anual de Selección de Jugadores de la NFL de 2022. Hizo su debut profesional con el equipo Kansas City Chiefs, lleva jugando dos temporadas.